# South Carlton
South Carlton est une paroisse civile et un village du Lincolnshire, en Angleterre.